# Gertrudis van Brunswijk
Gertrudis van Brunswijk (ca. 1058 - Brunswijk, 9 december 1117) was een leidende figuur in de Saksische politiek van het begin van de twaalfde eeuw. Zij was gravin van Brunswijk en regentes van Meißen. Vanaf 1112 had ze een leidende rol in het Saksische verzet tegen keizer Hendrik IV en keizer Hendrik V.
Ze was een dochter van Egbert I van Meißen en van Irmengard van Susa (ca. 1020 - 21 januari 1078).

## Eerste huwelijk
Gertrudis trouwde met Diederik II van Katlenburg (ovl. 1085). Zij kregen een zoon: Diederik III (ovl. 12 augustus 1106), gehuwd met Adela van Beichlingen.

## Tweede huwelijk
Gertrudis hertrouwde met Hendrik van Northeim (ovl. 1101). Zij kregen drie kinderen:
- Richenza (-1141), gehuwd met Lotharius van Supplinberg, die later keizer zou worden
- Gertrudis, erfgename van Friesland en gravin van Bentheim, gehuwd met Siegfried I van Weimar-Orlamünde, paltsgraaf van de Rijn, en met Otto I van Rheineck.
- Otto III (-1116) Hij is nooit gehuwd geweest en stierf kinderloos[1].

In 1090 volgde zij haar broer Egbert II van Meißen op als gravin van Brunswijk. Toen Hendrik in 1101 markgraaf van Friesland was geworden, bezochten Hendrik en Gertrudis hun nieuwe domein. Hendrik kwam bij een moordaanslag om het leven en Gertrudis kon ternauwernood ontsnappen.

## Derde huwelijk
Gertrudis trouwde voor de derde maal met Hendrik I van Eilenburg (ovl. 1103), markgraaf van Meißen nadat de keizer deze functie van haar broer Egbert had afgenomen. Hendrik en Gertrudis hadden geen kinderen, en dat zou betekenen dat graaf Koenraad de Grote de erfgenaam van Hendrik zou worden. Maar tijdens de begrafenis bleek Gertrudis zwanger te zijn. De partij van graaf Koenraad verspreidde nu het gerucht dat Gertrudis een kussen onder haar kleding had verstopt om Koenraad zijn rechtmatige erfenis te ontzeggen. Gertrudis ontkrachtte deze bewering door alle vazallen van haar overleden echtgenoot in vergadering bijeen te roepen. Tijdens deze vergadering ging ze op een podium staan en liet ze haar gewaden tot op haar heupen zakken, zo overtuigde ze de aanwezigen dat ze daadwerkelijk zwanger was. Vervolgens deed het gerucht de ronde dat Gertrudis door overspel zwanger was geworden en dat ze haar man had vermoord toen die dat had ontdekt. Deze beschuldiging had weinig effect en Gertrudis beviel na verloop van tijd van een gezonde zoon: Hendrik II van Eilenburg. De partij van Koenraad beweerde nu dat Gertrudis een dochter had gekregen en dat ze die had verwisseld met een zoon van een arme boer, maar dit kon niet worden bewezen. Gertrudis regeerde als regentes voor haar zoon.
Toen Hendrik II eenmaal volwassen was geworden, werden nog steeds insinuaties gemaakt over de verwisseling. Een van de vazallen van Koenraad zwoer zelfs op zijn leven dat de verwisseling had plaatsgevonden. Hendrik riep zijn vazallen op om deze belediging te wreken. Twee van hen vonden inderdaad de vazal van Koenraad, en die wilde vluchten - maar zijn paard stond als aan de grond genageld. De vazallen van Hendrik staken hem toen de ogen uit, sneden zijn neus, oren en lippen af en rukten zijn tong uit. Algemeen werd de weigering van het paard als bewijs aanvaard dat de eed vals was, en Hendrik dus wel echt de zoon van Gertrudis was. Toen graaf Koenraad later nog opmerkingen over de verwisseling maakte, nam Hendrik hem gevangen en sloot hem op in een kerker van zijn kasteel. Daar werd Koenraad onder erbarmelijke omstandigheden gevangen gehouden, totdat Hendrik overleed.
Gertrudis stichtte in 1115 het benedictijner klooster van Maria en Sint-Egidius (patroon van de zogende vrouwen) in Brunswijk. Vermoedelijk als dank voor de voorspoedige bevalling en kindertijd van haar jongste zoon, die zoals hierboven beschreven politiek zeer beladen was. Het klooster is opgezet vanuit het klooster van Bursfelde, dat door haar tweede man was gesticht. Door een droom geïnspireerd liet Gertrudis het gebeente van Sint-Adinctor, van Trier overbrengen naar het nieuwe klooster in Brunswijk.